# Hans Jürgen Baedeker
Hans Jürgen Baedeker (* 1941) ist ein deutscher Jurist und ehemaliger Staatssekretär in Nordrhein-Westfalen.
Hans Jürgen Baedeker studierte Rechtswissenschaften und wurde 1969 an der Universität Köln promoviert. Er amtierte von 1990 bis 2000 als Staatssekretär in Nordrhein-Westfalen: Zunächst bis 1995 im Ministerium für Umwelt, Raumordnung und Landwirtschaft, anschließend im Ministerium für Stadtentwicklung, Kultur und Sport (zum 9. Juni 1998 umbenannt in Ministerium für Arbeit, Soziales und Stadtentwicklung, Kultur und Sport).